# Montgomery Scott
Komandor Porucznik Montgomery „Scotty” Scott – postać fikcyjna, bohater serialu z lat 60. - Star Trek: Seria oryginalna, oraz 7 filmów pełnometrażowych Star Trek. Scotty jest głównym inżynierem na statku kosmicznym Enterprise. Jako pierwszy jego rolę odgrywał James Doohan.

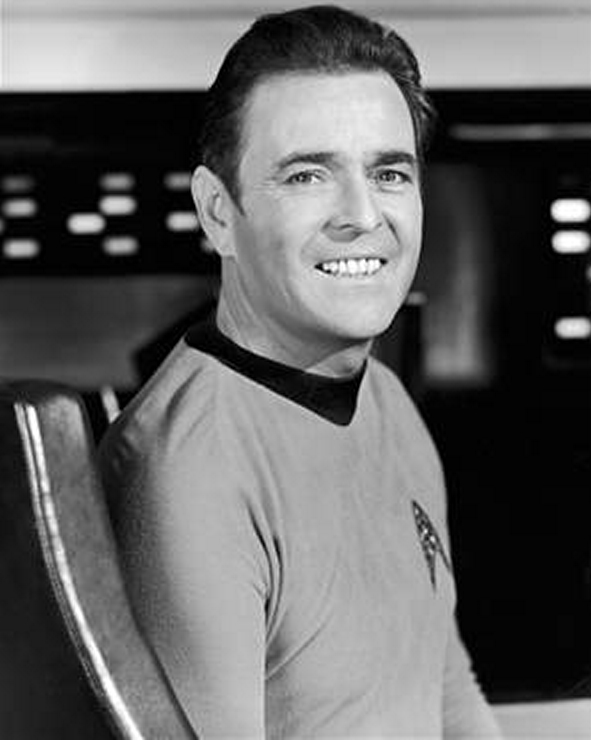
James Doohan
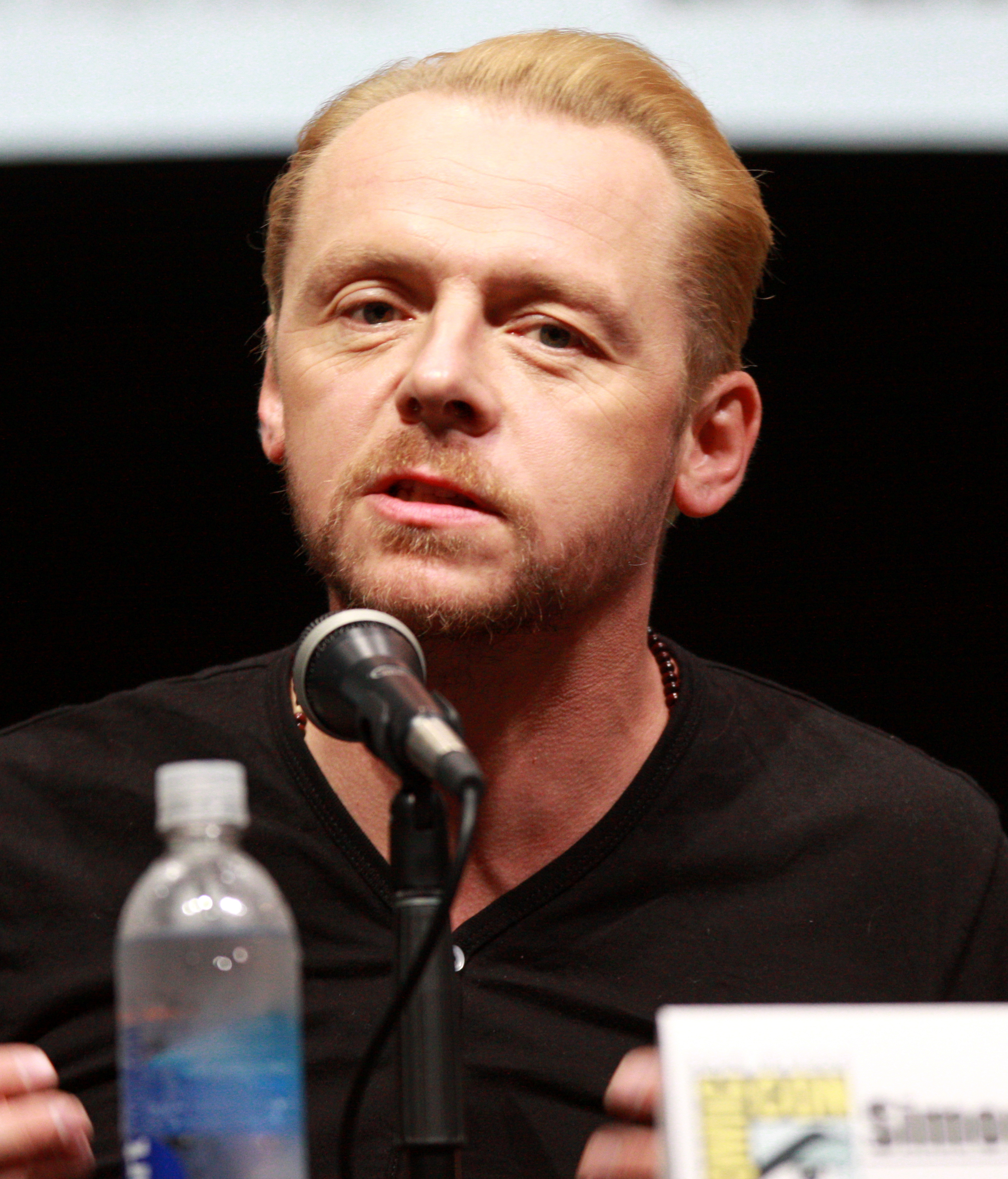
Simon Pegg